# Трофімов Олексій Станіславович
Трофімов Олексій Станіславович (нар. 7 липня 1974, Севастополь, УРСР) — український професійний боксер, призер чемпіонату світу серед любителів (1999), багаторазовий чемпіон України.

## Освіта
- Харківський державний інститут фізичної культури
- Національна академія державного управління при Президентові України

## Спортивна кар'єра
Займатися боксом розпочав в Севастопольській ДЮСШ.
З 1995 по 2000 роки входив до складу збірної України з боксу.
Двічі виборював звання абсолютного чемпіону України.
Найбільшого успіху досяг на чемпіонаті світу 1999, в чвертьфіналі якого переміг Сергія Михайлова (Узбекистан) — 11-6, а в півфіналі програв Жону Дові (Франція) — 2-8.
28 листопада 1998 року провів перший бій на професійному рингу.
За час з 1998 року по 2005 провів 27 боїв, з яких 25 — в Україні, більшість — в Донецьку.
Трофімов вигравав титули:
- чемпіона Asia Pasific за версією WBO
- чемпіона СНД та слов'янських країн за версією WBC
- інтерконтинентального чемпіона зв версією WBF
- інтернаціонального чемпіона за версією IBF
- інтерконтинентального чемпіона за версією IBF

## Після завершення спортивної кар'єри
Після завершення виступів Трофімов деякий час працював на об'єднанні «Укрвуглегеологія» в Донецьку.
2012 року був кандидатом до Верховної Ради за списком партії УДАР.
З 2013 року — помічник-консультант народного депутата України.
З 2014 року — начальник управління сім'ї, молоді та спорту КМДА.